# Irma Stern
Irma Stern (1894, Schweizer-Reneke, Transvaal - 23 tháng 8 năm 1966, Cape Town, Nam Phi) là một nghệ sĩ Nam Phi lớn đã đạt được sự công nhận cấp quốc gia và quốc tế trong đời mình.

## Tiểu sử
Bà sinh ra ở Schweizer-Reneke, một thị trấn nhỏ ở Transvaal, có cha mẹ là người Do Thái gốc Đức. Cha của bà đã bị người Anh tập trung trong một trại tập trung trong Chiến tranh Nam Phi vì sự ủng hộ người Boer. [1] Irma và em trai của cô, Rudi, do đó được mẹ của họ đưa đến Cape Town. Sau chiến tranh, gia đình trở về Đức và đi lại liên tục giữa hai nước. Chuyến đi này sẽ ảnh hưởng đến công việc của Irma.
Năm 1913, Stern học nghệ thuật ở Đức tại Học viện Weimar, năm 1914 tại Levin-Funcke Studio và đáng chú ý là từ năm 1917 với Max Pechstein, người sáng lập ra Novgruppe. Stern đã được liên kết với các họa sĩ biểu hiện Đức thời kỳ này. Bà đã tổ chức triển lãm đầu tiên của mình tại Berlin vào năm 1919. Năm 1920 Stern trở về Cape Town cùng gia đình, nơi bà lần đầu tiên bị chế giễu và bị hạ bệ tư cách như một nghệ sĩ trước khi trở thành một nghệ sĩ thành danh vào những năm 1940.
Năm 1926, bà kết hôn với Tiến sĩ Johannes Prinz, cựu gia sư của cô, người sau đó trở thành giáo sư tiếng Đức tại Đại học Cape Town. Họ đã ly dị vào năm 1934.
Irma Stern đã đi du lịch nhiều nơi ở Châu Âu và khám phá Nam Phi, Zanzibar và khu vực Congo. Những chuyến đi này cung cấp một loạt các chủ đề cho các bức tranh của bà và cho bà cơ hội để có được và thu thập một bộ sưu tập hiện vật. Ước mơ của Stern là đi du lịch nhiều lần trong đời: năm 1930 đến Madeira, năm 1937 và 1938 tới Dakar, Sénégal, 1939 tới Zanzibar, 1942 tới Congo, 1945 tới Zanzibar, 1946 tới Trung Phi, 1952 tới Madeira, 1955 tới Congo, 1960 tới Tây Ban Nha và 1963 tới Pháp.